# لیتوگرافی فرابنفش فرین

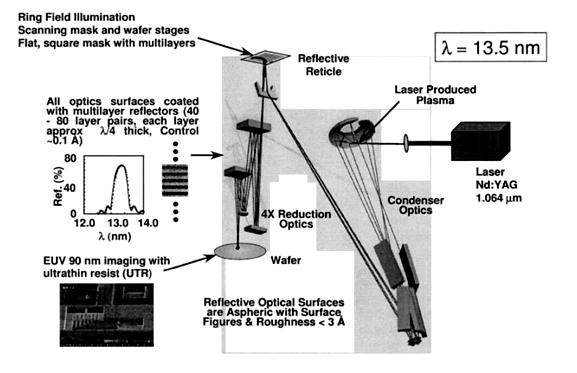
شکل ۱

طرح‌نگاری فرابنفش فرین یا لیتوگرافی فرابنفش فرین (به انگلیسی: Extreme Ultraviolet Lithography) (اختصاری EUVL) یکی از روش‌های تصویرگیری پرتوافکنی است (شکل ۱ و ۲) که از پرتوای با طول‌موج‌ بین ۱۳٫۴ تا  ۱۳٫۵ نانومتر استفاده می‌کند. اصول اولیه کارکرد ئی‌یووی‌ال شبیه به روش طرح‌نگاری نوری است، با یک سامانه و ماسک که موج را تابانده و متمرکز می‌کند.
طرح‌نگاری پرتوافکنی نوری بیش از ۲۰ سال از اصلی‌ترین راه‌های تولید قطعات نیمه هادی بوده‌است. از مدت‌ها قبل پیش‌بینی شده بود که طرح‌نگاری پرتوافکنی نوری، ظرفیت تولید قطعات با هزینه اقتصادی مناسب و اندازه ویژگی (Feature size) کم همراه با تولید کنترل شده مدارهای مجتمع را دارد. پیچیدگی طرح‌نگاری نوری، به‌طور خاص مربوط به ساخت ماسک می‌شود. نقشه بین‌المللی فناوری برای نیم‌رساناها (ITRS/International Technology Roadmap for Semiconductors) پیش‌بینی می‌کند که احتمالا یک نمونه طرح‌نگاری برای ساخت الگویی با نیم گام 45 نانومتر نیاز است. شکل ۳ نمایشی از نیم گام پیش‌بینی شده با زمان برای چهار مدل از ITRS. هرکدام از این مدل‌های ITRS یک شتاب کاهشی در نیم گام را پیش‌بینی کرده‌اند. نامزد پیشرو و موفق در طرح‌نگاری پرتوافکنی نوری، طرح‌نگاری فرابنفش فرین و طرح‌نگاری پرتوافکنی الکترونی (به انگلیسی: Electron Projection Lithography) (اختصاری EPL) هستند.

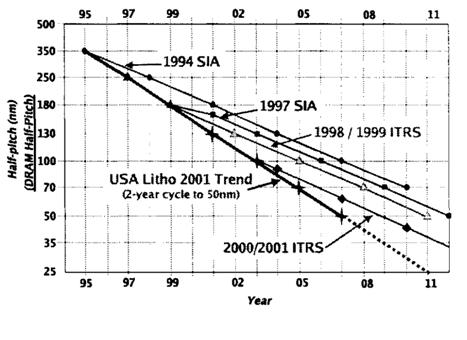
شکل ۳

تقریبا تمام فناوری‌ها از یکی از سه ذره انرژی دار، شامل پروتون، الکترون و یون جهت پرتوافکنی به ماده مقاوم به پرتو استفاده می‌کنند. تنها استثناء nanoimprint است، که از یک الگوی مادر برای برجسته کردن ماده مقاوم با استفاده از دما و فشار بدون هیچ گونه پرتوافکنی استفاده می‌کند. بعضی از فناوری‌ها از یک ماسک برای در معرض قرار گرفتن قسمتی از یک الگو یا تمام الگو در یک گام پرتوافکنی استفاده می‌کنند.
همان طور که اشاره شد در طرح‌نگاری پرتوافکنی از ماسک و از ماده مقاوم به پرتو استفاده می‌شود، که ماده مقاوم به پرتو ماده‌ای پلیمری است و در مقابل پرتو تابیده شده به دو صورت از خود رفتار نشان می‌دهد. یا ماده پلیمری در اثر پرتونگاری شبکه آن تقویت می‌شود که در این حالت ماده مقاوم را منفی (Negative) می‌نامیم؛ و اگر ماده پلیمری پس از تابش پرتو شبکه آن استحکام خود را از دست بدهد در این حالت ماده مقاوم به پرتو را مثبت (Positive) می‌نامیم (شکل ۴ (

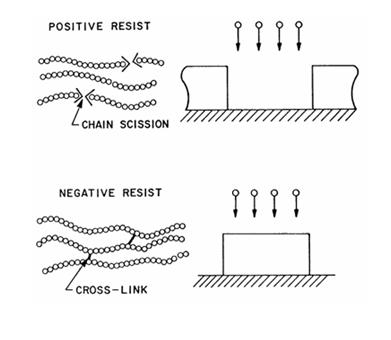
شکل ۴

در حالتی که ماده مقاوم منفی است پس از انجام طرح‌نگاری الگوی ایجاد شده روی زیرلایه برعکس الگوی ماسک خواهد بود؛ و در حالتی که ماده مقاوم مثبت باشد پس از انجام طرح‌نگاری الگوی ایجاد شده روی زیرلایه مشابه الگوی ماسک خواهد بود (شکل‌های ۵ و ۶)

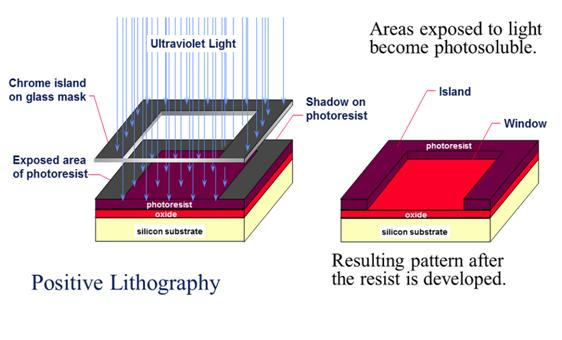
شکل ۵

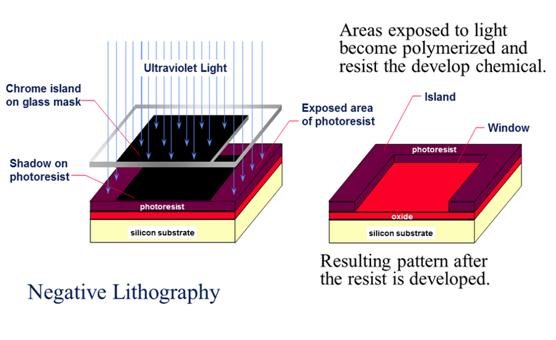
شکل ۶

همان طور که از شکل‌های ۵ و ۶ مشخص است پس از تاباندن پرتوی UV به ماده مقاوم، البته با گذر از ماسک، ماده مقاوم بسته به اینکه مثبت است یا منفی، استحکام آن به ترتیب کم یا زیاد می‌شود؛ لذا رفتار آن‌ها در برابر محلول شیمیایی متفاوت خواهد بود، بدان معنا که برای ماده مقاوم مثبت، آن قسمتی که پرتو به آن تابیده شده‌است نسبت به آن قسمتی از آن که پرتو به آن تابیده نشده‌است از استحکام کمتری برخوردار بوده و لذا در اثر محلول شیمیایی خورده خواهد شد و در نتیجه الگوی ماسک روی زیرلایه به وجود خواهد آمد. در مورد ماده مقاوم منفی، همان طور که قبلاً اشاره شد نحوهٔ ایجاد الگو برعکس ماسک خواهد بود و اصول کار مشابه ماده مقاوم مثبت است.
تابش در طول‌موج‌‌های EUV، به وسیله همه مواد به میزان زیادی جذب می‌شود، بنابراین، سطوحی از ماسک که باید نور را بازتاب کنند، با چندین لایه پوشانده می‌شوند. استفاده از امواج بازتاب شده میزان روزنه عددی را کاهش می‌دهد. روزنه عددی یک سامانه نوری، عدد بدون بعدی است که محدوده زاویه‌ای را که سامانه می‌تواند نور دریافت کند یا خیر، مشخص می‌کند. روزنه عددی ابزار دریافت‌کننده ئی‌یووی‌ال، تقریباً در یک سامانه که چهار برابر کاهش یافته‌است، ۰٫۱ تا ۰٫۲۵ است. از آنجاییکه تابش EUV به میزان زیادی توسط مواد جذب می‌شود، سطحی از ماسک که بازتاب‌کننده نور است، با چندین لایه پوشش داده می‌شود. این لایه‌ها یک بازتاب تشدیدشده براگ (Bragg) شکل می‌دهند که طول‌ موجی نزدیک به طول‌موج‌ اصلی تابانده شده دارد. ماسک ئی‌یووی‌ال شامل یک زیرلایه است که در اثر گرما به میزان کم و با فاکتور شش اینچ مربع منبسط می‌شود، که با چندین لایه از Mo/Si پوشانده می‌شود. ماسک پوشانده شده با چندین لایه، با یک لایه جذب‌کننده که الگوی IC مورد نظر را می‌تواند روی زیرلایه با بزرگنمایی چهار برابر منتقل کند، پوشش داده می‌شود. پوشش‌های چند لایه برای ئی‌یووی‌ال توزیعی از بازتاب‌های براگ دارند که به خاطر وجود لایه‌های دوره‌ای است و به این خاطر این پوشش‌ها داده می‌شود که بازتاب را در یک طول‌موج‌ خاص زیاد کند. بازتاب با زاویه برخورد و طول‌موج‌ تغییر می‌کند. در طول‌موج‌‌های ئی‌یووی‌ال (5-20 نانومتر)، تقریباً می‌توان گفت همه مواد ضریب شکست نزدیک به یک دارند. هنک و همکارانش ضریب شکست را به صورت ترکیبی به شکل زیر ارائه کردند:
```
 n ̅=1-δ+iβ
```

دو یا بیشتر از دو ماده به‌طور نوعی انتخاب می‌شود تا تشکیل چند لایه دهند، و یک ماده انتخاب می‌شود به‌طوری‌که مقدار δ در طول‌موج‌ عمل‌کننده زیاد باشد و بازتاب را حداکثر نماید. این ماده باید همچنین اتلاف بازدهی کمی داشته باشد، کم شدن β باعث حداقل شدن جذب می‌شود. از آنجا که بازتاب برخورد نرمال برای همه مواد در طول‌موج‌ های EUV کم است، تعداد زیادی از لایه‌ها آرایش پیدا می‌کنند و هرکدام به گونه‌ای قرار می‌گیرد که فاز بازتاب آن با فاز مربوط به لایه‌های دیگر جمع شود؛ بنابراین، دوره‌ای بودن لایه‌ها به این خاطر است که تداخل امواج ناشی از بازتاب هر یک از لایه‌ها که δ بزرگی دارند، را سازنده کند. ماده دیگر طوری‌که δ و β کمی داشته باشد، انتخاب می‌شود تا ضریب کنتراست بین لایه‌ها را حداکثر و جذب را حداقل کند. در گروه موجی با طول‌موج‌ حدود 13.5 نانومتر، Mo و Ru هردو δ بزرگ و β نسبتا کوچکی دارد و سیلیکون δ و β کمی دارد. مواد دیگری ممکن است جهت بهینه کردن بیشتر بازتاب اضافه شوند. بیشترین بازتاب در طول‌موج‌ براگ اتفاق می‌افتد. اسپیلر، باربی و آتوود معادله براگ را برای اصلاح شکست ارائه کرده‌اند. معادله براگ برای یک چندلایه که از دو ماده یا بیشتر ساخته شده به صورت زیر است:
```

  

    

      

        
λ

        
=

        

          

            

              
2

              
d

            

            
m

          

        

        
sin

        
⁡

        
(

        

          
θ

          

            
m

          

        

        
)

        

          

            
1

            
−

            

              

                

                  
2

                  

                    

                      

                        
δ

                        
¯

                      

                    

                  

                  
−

                  

                    

                      

                        

                          
δ

                          
¯

                        

                      

                    

                    

                      
2

                    

                  

                  
+

                  

                    

                      

                        

                          
β

                          
¯

                        

                      

                    

                    

                      
2

                    

                  

                

                

                  

                    
sin

                    

                      
2

                    

                  

                  
⁡

                  
(

                  

                    
θ

                    

                      
m

                    

                  

                  
)

                

              

            

          

        

      

    

    
{\displaystyle \lambda ={\frac {2d}{m}}\sin(\theta _{m}){\sqrt {1-{\frac {2{\bar {\delta }}-{\bar {\delta }}^{2}+{\bar {\beta }}^{2}}{\sin ^{2}(\theta _{m})}}}}}

  

```

به‌طوری‌که
```

  

    

      

        

          

            

              
δ

              
¯

            

          

        

        
=

        

          

            

              

                
d

                

                  
1

                

              

              

                
δ

                

                  
1

                

              

              
+

              

                
d

                

                  
2

                

              

              

                
δ

                

                  
2

                

              

            

            

              

                
d

                

                  
1

                

              

              
+

              

                
d

                

                  
2

                

              

            

          

        

      

    

    
{\displaystyle {\bar {\delta }}={\frac {d_{1}\delta _{1}+d_{2}\delta _{2}}{d_{1}+d_{2}}}}

  

```

m درجه شکست موج است، d دوره لایه‌ها، و d1 و d2 ضخامت دو لایه در هر دوره هستند.
جدای از شباهت به طرح‌نگاری نوری، انجام ئی‌یووی‌ال برای حجم زیاد تولید IC با مشکلات زیادی روبرو است:
- ماسک و اجزای نوری با چندین لایه پوشانده می‌شوند تا شرایط بازتاب بالا با طول‌موج‌ 13.5 نانومتر فراهم شود.
- مسیر نوری و زیرلایه تحت پرتو قرار گرفته، باید در یک خلا mTorr 1 به همراه گاز خنثی مثل Ar یا He قرار داشته باشند.
- یک منبع تابش به همراه خروجی با توان بالا باید استفاده شود. معمولاً لیزر یا تخلیه الکتریکی برای ایجاد یک پلاسمای گاز Xe که با طول‌موج‌‌های بین ۱۰٫۵ تا 14 نانومتر منتشر می‌شود، استفاده می‌شود. اندازه و درخشندگی منبع نوری باید با طراحی سامانه متمرکزکننده بازتابی هماهنگ باشد.
- پلاسما در منبع باید طوری باشد که نه در جابجایی Xe و دستگاه‌های تخلیه بار مشکلی ایجاد کند و نه در جمع شدن امواج نوری نزدیک هم.
- پوشش چند لایه‌ای دوره‌ای روی لوازم نوری و ماسک باید دقت بالا و میزان یکنواختی متوسطی در حدود ۰٫۱٪ داشته باشد. دوره باید دقیق باشد تا امواج عبوری را که در هم منعکس شده‌اند، با هم هماهنگ کند. فصل مشترک بین لایه‌ها باید کاملاً از هم جدا و تیز باشد تا انعکاس را حداکثر نماید. زیرلایه نوری نیز باید کاملاً صاف باشد.
- پوشش‌های چندلایه باید در محیط خلا و در مدت زمان زیادی که در معرض پرتو قرار دارند، اکسیدنشده و با لایه‌های نازک اکسیدی نیز پوشیده نشوند.شکل۷

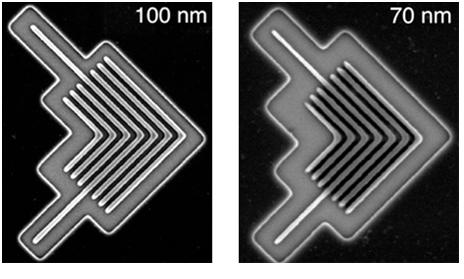
شکل۷

- پوشش‌های چندلایه روی ماسک باید با نقایص کمی همراه باشند.
- از آنجا که پوشش چندلایه‌ای حدود ۴۰٪ پرتوهای برخوردی را جذب می‌کند، قسمت‌های نوری و ماسک باید بر روی زیرلایه‌ای با انبساط گرمایی کم ساخته شود. این زیرلایه‌ها همچنین باید در حین پرتونگاری سرد شوند.
- ماده مقاوم باید ضخامتی کمتر از 150 نانومتر داشته باشد تا پرتوی EUV به درستی در اعماق آن تأثیرگذار باشد.

اگر از این مشکلات چشم پوشی کنیم، ئی‌یووی‌ال پتانسیل زیادی برای توسعه وضوح طرح‌نگاری تا نیم گام 22 نانومتر و حتی کمتر از این مقدار، دارد. اگرچه هنوز مشکلات زیادی در فناوری باقی مانده‌است، ولی واضح است که EUV به عنوان روش اصلی ایجاد الگوهای ادواتی با نیم گام 45 نانومتر و کمتر شناخته می‌شود (شکل۷)